# Mario Quagliotti
Mario A. F. Quagliotti (* 3. Januar 1938 in Rom; † 11. Dezember 2019 ebenda) war ein italienischer Diplomat.

## Leben
Mario Quagliotti, Sohn von Alexander A. Quagliotti und Caterina Quagliotti geborene Dall’Acqua, studierte orientalische Sprachen am Istituto italiano per il Medio ed Estremo Oriente (IsMEO) in Rom und schloss mit einem Diplom in japanischer Sprache und Kultur ab. Nach dem Studium der Rechtswissenschaften wurde er 1962 an der Universität Rom in internationalem Recht promoviert.
Er trat 1963 in den diplomatischen Dienst Italiens ein und war zunächst Dritter Sekretär des Außenministeriums in Rom (1963–1967) und Zweiter Sekretär der italienischen Botschaft in Belgrad, Jugoslawien (1967–1970). Von 1970 bis 1972 war er italienischer Konsul in München. Weitere Verwendungen folgten als Botschaftsrat in Moskau (1972–1973), als Berater in der italienischen Delegation bei den Verhandlungen zur Rüstungsreduzierung in Mitteleuropa in Wien (1974–1976), im Büro für Abrüstung und Atomenergie der Generaldirektion für politische Angelegenheiten in Rom (1976–1980) und Mitglied der italienischen Vertretung bei der WEU in London (1980–1984). 1984 wurde er Ministerrat in Tokio, ab 1985 Außerordentlicher Gesandter und Bevollmächtigter. Ab 1988 war er als Diplomat in Rom tätig, ab 1993 als stellvertretender Generalinspekteur des Ministeriums und der Auslandsvertretungen.
Mario Quagliotti war von Januar 1996 bis Oktober 1999 Botschafter in Oslo, Norwegen und Botschafter in Reykjavík, Island. Von Oktober 1999 bis März 2004 war er Botschafter im Maskat/Oman. Er war anschließend im Rang eines Botschafters für das italienische Außenministerium tätig.
Mario Quagliotti war Magistralritter des Souveränen Malteserordens. Von 2006 bis 2011 war er Botschafter des Malteserordens in der Tschechischen Republik.
Er war Mitglied des International Institute for Strategic Studies.

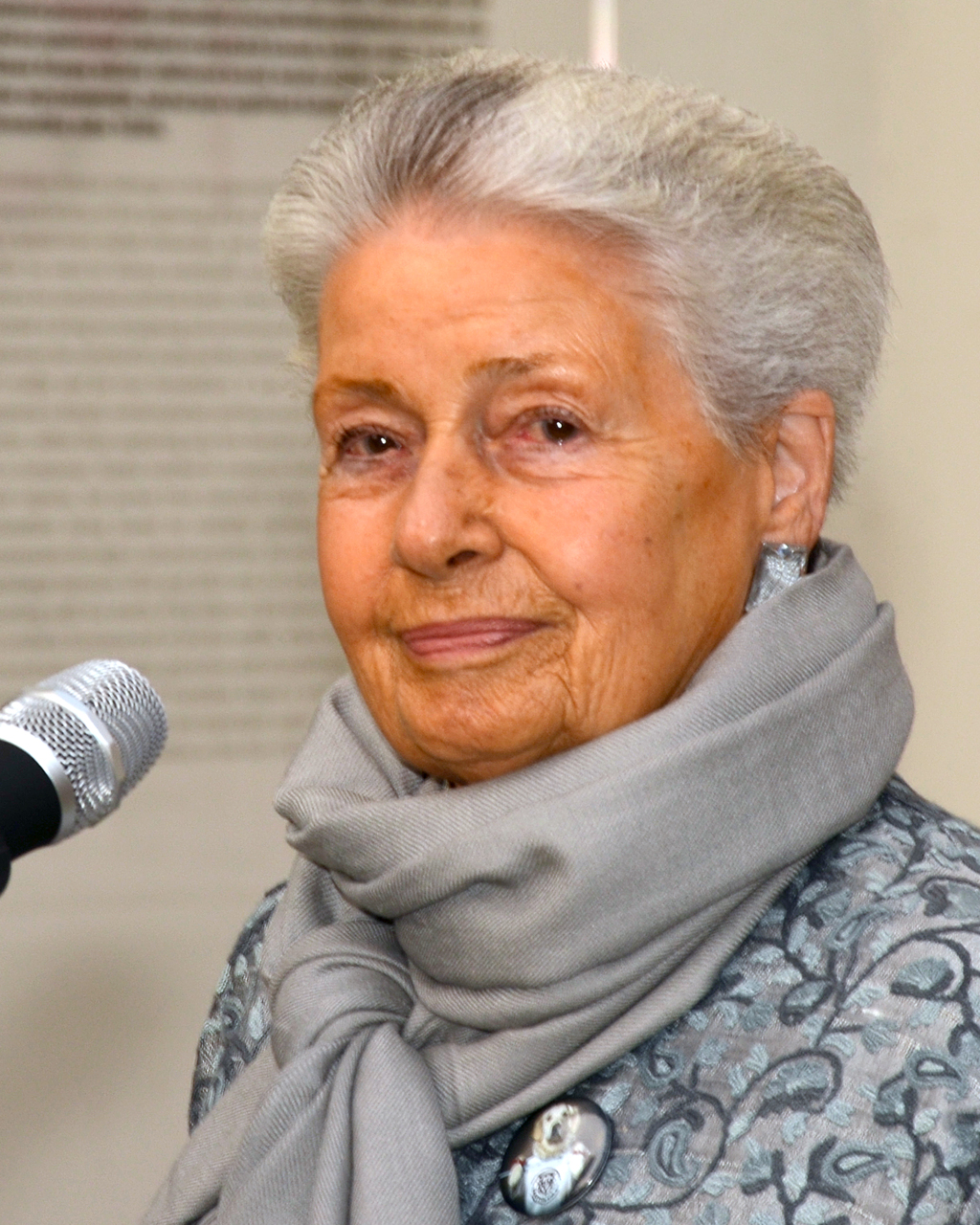
Mathilde Quagliotti geb. Gräfin von Nostitz-Rieneck (2017)

Mario Quagliotti heiratete 1970 Mathilde Gräfin von Nostitz-Rieneck (1936–2021). Die Ehe blieb kinderlos. Mario Quagliotti starb am 11. Dezember 2019 im Alter von 81 Jahren und wurde in Casez im Trentino beigesetzt; er lebte zuletzt in Farnesina, einem Stadtteil Roms, sowie auf dem Familienschloss in Casez.

## Ehrungen und Auszeichnungen
- Ritter des Sankt-Olav-Orden, Norwegen (1967)[11]
- Komtur des Verdienstorden der Italienischen Republik, Italien (1985)[12]
- Großkreuz des Norwegischen Verdienstordens (1999)[13]
- Ritter des Ordens der Heiligen Agatha (San Marino)[10]
- Komtur des Orden der Jugoslawischen Fahne (Jugoslawien)[10]
- Großkreuz des Verdienstorden Pro Merito Melitensi des Souveränen Malteserordens[10]